# Leonaspis
Leonaspis è un genere di artropodi estinto appartenente al gruppo dei trilobiti e vissuto dall'Ordoviciano al Devoniano Superiore (Famenniano).

## Descrizione
Leonaspis è un tipico odontopleuride, caratterizzato da una marcata spinosità dell'esoscheletro. È una forma di piccole dimensioni (da circa 1 cm a pochi centimetri nell'adulto), decisamente micropigia, con pigidio ridotto, composto da 2-3 segmenti metamerici saldati e dotato di almeno due spine allungate posteriormente e vari denticoli. 
Thorax composto da una decina circa di segmenti toracici, con tergiti privi di fulcro e spine pleurali molto sviluppate, decisamente ricurve all'indietro. 
Il cephalon è ben sviluppato, con forma da semicircolare a sub-trapeziondale e spine genali molto allungate e tipicamente sottili, estese da circa metà del corpo fino a ben oltre il pigidio (a seconda delle specie); glabella cilindrica ben rilevata, estesa quasi fino al margine anteriore del cephalon, con area pre-glabellare molto ridotta. Anello occipitale presente, ben sviluppato. Suture facciali opistoparie.  Lobi oculari arrotondati fino ad ellissoidali, ben sviluppati e tendenzialmente rilevati, con occhi di tipo olocroico. Margine anteriore del cephalon caratterizzato da denticoli più o meno sviluppati.
Cuticola caratterizzata da tubercoli.

## Distribuzione
Leonaspis compare nell'Ordoviciano, e  nel Devoniano (con i generi affini), raggiunge la massima diffusione per scomparire nella grande estinzione di massa del Devoniano Superiore (tra Frasniano e Famenniano). Si tratta di forme cosmopolite, con diffusione a scala mondiale, rinvenute dalle Americhe (Stati Uniti, Canada, Argentina), all'Europa centro-occidentale (Spagna, Inghilterra) e orientale (Repubblica Ceca, Polonia, Ucraina, Estonia, Russia), Nordafrica (Marocco)fino alla Cina e all'Australia.

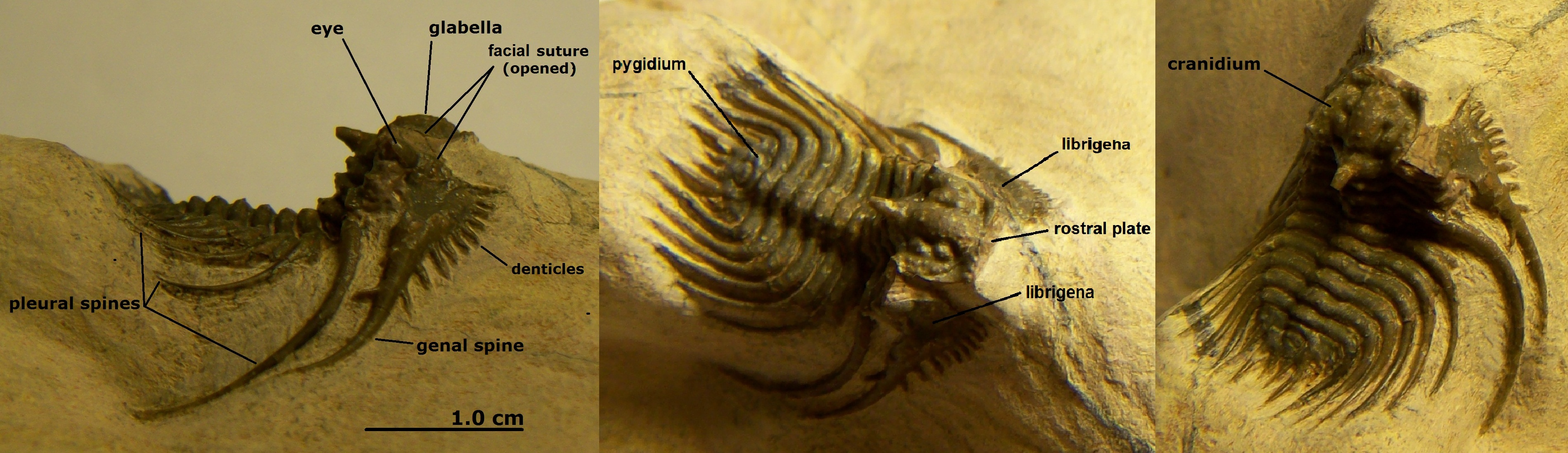
Esemplare di Leonaspis dal Devoniano (Emsiano) di Erfoud (Marocco). Sono ben visibili le lunghe spine genali ai lati del cephalon e le spine pleurali, il pigidio ridotto e gli occhi (solo il destro è ben conservato) decisamente sporgenti. Le suture facciali sono aperte, separando il cranidio dalle librigene: l'esemplare è perciò un'exuvia (cioè il vecchio esoscheletro da cui l'animale si è separato durante una fase di muta).

## Habitat
Come la maggior parte degli odontopleuridi, si trattava di una forma epibionte molto mobile, probabilmente in parte nectonica. Le spine molto sviluppate avevano verosimilmente una funzione difensiva, ma è largamente accettato dagli studiosi che potessero favorire il nuoto dell'animale, aumentando la superficie portante dell'esoscheletro senza incrementarne significativamente il peso (essendo cave). In questo senso, le spine potrebbero anche aver migliorato la stabilità dell'organismo, impedendone lo sprofondamento nel sedimento su fondali poco consolidati.
Da studi di tipo biometrico sulla morfologia dell'esoscheletro e sulle articolazioni del cephalon, questa e altre forme analoghe potevano assumere due posture alternative, corrispondenti a diversi tipi di attività:
- cephalon sollevato: postura in cui l'animale giaceva appoggiato alle lunghe spine genali e pleurali, con thorax e pigidio reclinati posteriormente; si tratta verosimilmente di una postura “stazionamento” sul fondale; l'esemplare riportato sopra offre un buon esempio di questo tipo di postura (in questo caso assunta dall'animale per facilitare la fuoriuscita dal vecchio esoscheletro durante la muta)
- cephalon inclinato in avanti, appoggiato ai denticoli del margine anteriore, e corpo orizzontale: questa postura sembra maggiormente attiva, adatta ad un'attività di deambulazione in cerca di cibo, come una sorta di “brucamento” da detritivoro[3] o da microfago[4].